# Miltochrista maculifasciata
Miltochrista maculifasciata är en fjärilsart som beskrevs av George Francis Hampson 1894. Miltochrista maculifasciata ingår i släktet Miltochrista och familjen björnspinnare. Inga underarter finns listade i Catalogue of Life.